# Ontario

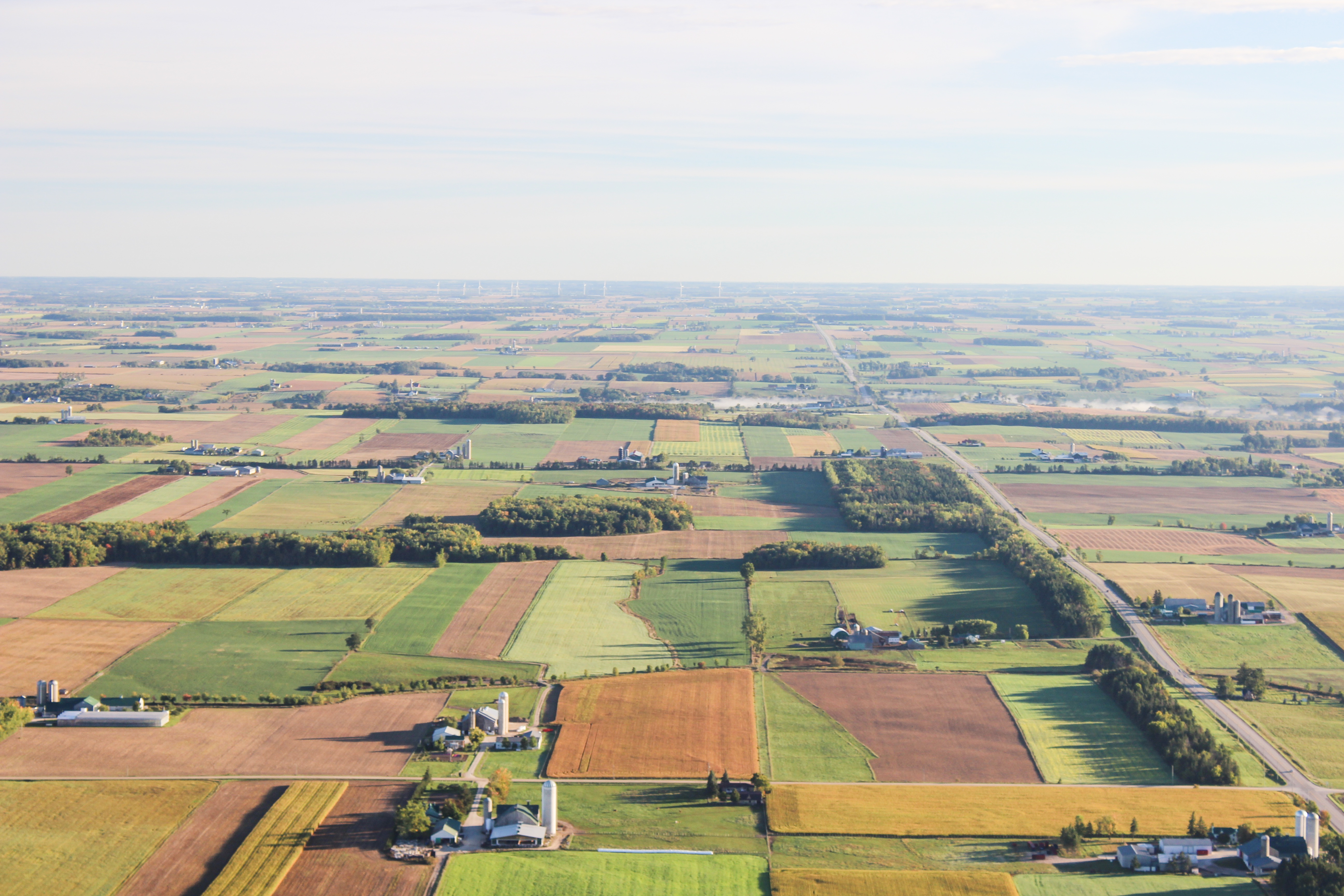
Pola uprawne w okolicach Waterloo

Ontario – prowincja Kanady położona we wschodniej części kraju, pomiędzy Wielkimi Jeziorami na południu a Zatoką Hudsona na północy. Zamieszkana przez 15 801 768 osób (szac. 2023), ponad 1/3 ludności kraju, jest najludniejszą i najprężniejszą ekonomicznie spośród prowincji Kanady. Ontario zajmuje powierzchnię 1 076 395 km², co czyni ją drugą pod względem wielkości prowincją po Quebecu. W granicach Ontario znajduje się stolica Kanady – Ottawa, największe miasto kraju – Toronto, a także największa aglomeracja, tzw. Golden Horseshoe.

## Nazwa
Nazwa „Ontario” pochodzi prawdopodobnie od irokiańskiego słowa kandario, oznaczającego „mieniącą się wodę”. Alternatywnie, etymologię wywodzi się od hurońskiego słowa oznaczającego „wielkie jezioro”.
Nazwy Ontario użyto po raz pierwszy w 1641 roku na określenie terenów na północnym brzegu wschodniej części Wielkich Jezior. Później na określenie terenów dzisiejszej prowincji używano nazwy „Quebec” (pokrywała ona dzisiejsze Ontario, Quebec oraz północną część Stanów Zjednoczonych). Dopiero w 1791 roku określono nazwę Ontario (lub Górna Kanada) na tereny w górnym biegu Rzeki Świętego Wawrzyńca, a Quebec na tereny w jej biegu dolnym.

## Geografia
Ontario na północy sięga po Zatokę Hudsona, od zachodu graniczy z kanadyjską prowincją Manitoba, od wschodu z prowincją Quebec, zaś od południa ze Stanami Zjednoczonymi (stany Minnesota, Michigan, Ohio, Pensylwania i Nowy Jork). Południowa część granicy z prowincją Quebec przebiega wzdłuż rzeki Ottawa, północna część jest linią prostą. Granica z prowincją Manitoba składa się z dwóch prostych odcinków.

### Ukształtowanie terenu
Ontario dzieli się na trzy regiony geograficzne:
- Dolina Wielkich Jezior i Nizina Laurentyńska: stanowi południową część prowincji. Gęsto zaludniona i silnie zurbanizowana. Okolica nizinna, przecinana licznymi morenami. Wzdłuż południka 81°W przecięta jest potężnym uskokiem terenowym –  Kuestą Niagary. Południowy jego kraniec tworzy Wodospad Niagara, a północny Półwysep Bruce’a, wcinający się pomiędzy właściwe jezioro Huron i jego zatokę Georgian Bay. Na tym terenie leży większość wielkich ośrodków miejskich Ontario. Przede wszystkim olbrzymia aglomeracja Golden Horseshoe oraz inne większe miasta takie jak: London, Windsor, Peterborough i Kingston.
- Tarcza Kanadyjska: silnie pofałdowana wyżyna o wyraźnym krajobrazie polodowcowym, pełna skalistych, obłych wzgórz i wąwozów, usiana niewielkimi jeziorami oraz poprzecinana strumieniami i drobnymi rzekami. Teren prawie całkowicie zalesiony. Ważniejszymi miastami na tym obszarze są Kenora, Thunder Bay, Sault Ste. Marie, Greater Sudbury, North Bay i Timmins.
- Nizina Zatoki Hudsona: Nizinny pas ziemi wokół wybrzeży Zatoki Hudsona o szerokości 100 do 300 km. Podmokły, często bagnisty, z licznymi rzekami i strumieniami wpadającymi do zatoki.

### Wody śródlądowe
Do największych zbiorników wodnych należą Wielkie Jeziora. W granicach Ontario znajdują się częściowo Ontario, od którego prowincja bierze swoją nazwę, Erie, Huron i Jezioro Górne. Oprócz tych w granicach Ontario znajduje się szereg mniejszych, lecz ciągle znacznych jezior: Nipigon, Nipissing i Simcoe oraz tysiące małych i średnich jezior. Cała powierzchnia Ontario poprzecinana jest tysiącami rzek, strumieni i potoków. Do znacznych rzek należą: Rzeka św. Wawrzyńca, Ottawa, Albany.

### Klimat
Klimat w Ontario zależy od położenia równoleżnikowego. Na północy panuje kontynentalny klimat ze srogimi zimami i gorącymi latami. W południowym Ontario panuje znacznie łagodniejszy klimat. Zimy są zwykle długie ze średnimi temperaturami -6 °C. W mroźne dni, gdy wieją silne północne wiatry temperatury osiągają -30 °C, przy czym odczuwane są jak -40 °C. Bliskość jezior przez dłuższy czas utrzymujących wyższą temperaturę powoduje obfitość opadów śniegu. Po krótkiej i kapryśnej wiośnie następuje upalne lato. Gdy wieją południowe wiatry, przynoszą z sobą gorące i wilgotne powietrze znad Zatoki Meksykańskiej. Wilgotność powietrza w takich okresach sięga 100%. Zdecydowanie najbardziej umiarkowanym okresem jest początek jesieni tzw. Indian summer (indiańskie lato), trwający przez wrzesień i październik. Potem następuje krótki okres jesiennej szarugi, który szybko przechodzi w zimę. Roczne opady wahają się od 864 mm na południu do 508 mm na północy.

### Zasoby naturalne
W Ontario znajdują się znaczne pokłady miedzi, niklu, cynku, złota, platyny oraz nieeksploatowane już zasoby uranu. Ważnym bogactwem Ontario są olbrzymie zasoby drewna, wody pitnej, oraz jego ogromny, malowniczo położony w wyniku działania lodowcowego, nieskażony ekosystem leśno-jeziorny.

### Miejscowości
Największe miejscowości pod względem liczby ludności (w granicach administracyjnych) w 2021 roku:

- Toronto (2 794 356)
- Ottawa (1 017 449)
- Mississauga (717 961)
- Brampton (656 480)
- Hamilton (569 353)
- London (422 324)
- Markham (338 503)
- Vaughan (323 103)
- Kitchener (256 885)
- Windsor (229 660)
- Oakville (213 759)
- Richmond Hill (202 022)
- Burlington (186 948)
- Oshawa (175 383)
- Greater Sudbury/Grand Sudbury (166 004)
- Barrie (147 829)
- Guelph (143 740)
- Whitby (138 501)
- Cambridge (138 479)
- St. Catharines (136 803)
- Milton (132 979)
- Kingston (132 485)
- Ajax (126 666)
- Waterloo (121 436)
- Thunder Bay (108 843)
- Brantford (104 688)
- Chatham-Kent (103 988)
- Clarington (101 427)
- Pickering (99 186)
- Niagara Falls (94 415)
- Newmarket (87 942)
- Peterborough (83 651)
- Kawartha Lakes (79 247)
- Caledon (76 581)
- Sault Ste. Marie (72 051)
- Sarnia (72 047)
- Norfolk County (67 490)
- Halton Hills (62 951)
- Aurora (62 057)
- Welland (55 750)
- Belleville (55 071)
- North Bay (52 662)
- Whitchurch-Stouffville (49 864)
- Haldimand County (49 216)
- Cornwall (47 845)
- Georgina (47 642)
- Woodstock (46 705)
- Quinte West (46 560)
- New Tecumseth (43 948)
- Innisfil (43 326)
- Bradford West Gwillimbury (42 880)
- St. Thomas (42 840)
- Timmins (41 145)
- Lakeshore (40 410)
- Brant (39 474)
- East Gwillimbury (34 637)
- Orillia (33 411)
- Stratford (33 232)
- Fort Erie (32 901)
- LaSalle (32 721)
- Centre Wellington (31 093)
- Orangeville (30 167)
- Leamington (29 680)
- Grimsby (28 883)
- King (27 333)
- Woolwich (26 999)
- Clarence-Rockland (26 505)
- Lincoln (25 719)
- Prince Edward County (25 704)
- Wasaga Beach (24 862)
- Collingwood (24 811)
- Strathroy-Caradoc (23 871)
- Thorold (23 816)
- Amherstburg (23 524)
- Tecumseh (23 300)
- Oro-Medonte (23 017)
- Essa (22 970)
- Kingsville (22 119)
- Brockville (22 116)
- Springwater (21 701)
- Owen Sound (21 612)
- Scugog (21 581)
- Uxbridge (21 556)
- Wilmot (21 429)
- Essex (21 216)
- Huntsville (21 147)
- Cobourg (20 519)
- South Frontenac (20 188)
- Port Colborne (20 033)
- Russell (19 598)
- Niagara-on-the-Lake (19 088)
- Middlesex Centre (18 928)
- Selwyn (18 653)
- Tillsonburg (18 615)
- Pelham (18 192)
- Petawawa (18 160)
- North Grenville (17 964)
- Loyalist (17 943)
- Midland (17 817)
- Bracebridge (17 305)
- Port Hope (17 294)
- Greater Napanee (16 879)
- Saugeen Shores (15 908)
- North Perth (15 538)
- West Lincoln (15 454)

Największe skupiska ludności (ang. population centres, fr. centres de population) w 2021 roku (w nawiasach liczba ludności):

- Toronto (5 647 656)
- Ottawa–Gatineau[c] (797 252)
- Hamilton (729 560)
- Kitchener (522 888)
- London (423 369)
- Oshawa (335 949)
- Windsor (306 519)
- St. Catharines–Niagara Falls (242 460)
- Barrie (154 676)
- Guelph (144 356)
- Kanata(inne języki) (137 118)
- Kingston (127 943)
- Milton (124 579)
- Brantford (104 413)
- Thunder Bay (95 266)
- Sudbury (92 093)
- Peterborough (84 793)
- Belleville (75 052)
- Sarnia (73 944)
- Welland–Pelham (69 302)
- Sault Ste. Marie (64 923)
- Bowmanville(inne języki)–Newcastle(inne języki) (56 742)
- North Bay (51 433)
- Cornwall (47 286)
- Woodstock (46 296)
- St. Thomas (45 732)
- Chatham(inne języki) (45 171)
- Georgetown(inne języki) (44 058)
- Bradford(inne języki) (38 128)
- Stouffville(inne języki) (36 753)
- Leamington (35 730)
- Orangeville (34 177)
- Orillia (33 379)
- Stratford (32 878)

## Historia
Tereny Ontario zasiedlone były stale od co najmniej 20 tys. lat. Obecnie, w wąskim pasie przygranicznym ze Stanami Zjednoczonymi, jest to bardzo kosmopolityczny region Kanady, pod silnym napływem emigracji zwłaszcza z Europy i Azji.

## Struktura polityczna
Głową prowincji, a zarazem przedstawicielem monarchy brytyjskiego jest gubernator porucznik.
Ontario jest częścią Konfederacji Kanadyjskiej. Zgodnie ze strukturą polityczną ma swój własny parlament oraz rząd prowincjalny.

### Rząd Ontario
W skład rządu wchodzą następujące ministerstwa i komitety:
- Ministry of Aboriginal Affairs – Ministerstwo ds. Ludności Rdzennej
- Ministry of Agriculture and Food – Ministerstwo ds. Rolnictwa i Żywności
- Ministry of Attorney General – Prokurator Generalny
- Ministry of Citizenship and Immigration – Ministerstwo ds. Obywatelstwa i Imigracji
- Ministry of Children and Youth Services – Ministerstwo ds. Dzieci i Młodzieży
- Ministry of Consumer and Business Services – Ministerstwo Usług dla Ludności i Przedsiębiorstw
- Ministry of Culture – Ministerstwo Kultury
- Ministry of Economic Development, Trade and Employment – Ministerstwo ds. Rozwoju Gospodarczego, Handlu i Zatrudnienia
- Ministry of Education – Ministerstwo Edukacji
- Ministry of Energy – Ministerstwo Energetyki
- Ministry of Environment – Ministerstwo Ochrony Środowiska
- Ministry of Finance – Ministerstwo Finansów
- Ministry of Francophone Affairs – Ministerstwo ds. Frankofonów
- Ministry of Health and Long-Term Care – Ministerstwo Zdrowia
- Ministry of Intergovernmental Affairs – Ministerstwo ds. Kontaktów Międzyrządowych
- Ministry of Labour – Ministerstwo Pracy
- Ministry of Municipal Affairs and Housing – Ministerstwo ds. Miejskich i Gospodarki Mieszkaniowej
- Ministry of Natural Resources – Ministerstwo ds. Zasobów Naturalnych
- Ministry of Northern Development and Mines – Ministerstwo ds. Rozwoju Terytoriów Północnych i Zasobów Mineralnych
- Ministry of Research and Innovation – Ministerstwo ds. Badań i Innowacji
- Ministry of Rural Affairs – Ministerstwo ds. Wsi
- Seniors’ Secretariat – Sekretariat ds. Osób Starszych
- Ministry of Tourism, Culture and Sport – Ministerstwo Turystyki, Kultury i Sportu
- Ministry of Training, Colleges and Universities – Ministerstwo Nauki i Szkolnictwa Wyższego
- Ministry of Transportation – Ministerstwo Transportu
- Women’s Directorate – Dyrektoriat ds. Kobiet

### Premier
Premier Ontario jest szefem rządu prowincyjnego. Posiada on bardzo szerokie uprawnienia, pozwalające prowadzić skuteczne rządy, jeśli tylko ma zapewnione poparcie w parlamencie prowincji. Premierem zostaje lider partii zdobywającej większość w parlamencie. Jeśli z jakichkolwiek powodów, w czasie trwania sesji parlamentu przewodniczący rządzącej partii zostaje zmieniony, następuje automatyczna zmiana na stanowisku premiera prowincji.

### Parlament Ontario
Parlament Ontario jest ciałem ustawodawczym prowincji. W jego skład wchodzi Gubernator porucznik oraz 124 deputowanych do Zgromadzenia Legislacyjnego (Members of Provincial Parliament w skrócie MPP).
W obecnym, 42. Parlamencie Ontario zasiadają przedstawiciele następujących partii:
- Progresywno-Konserwatywna Partia Ontario – 67
- Nowa Demokratyczna Partia Ontario –39
- Liberalna Partia Ontario – 7
- Partia Zielonych – 1

## Podział administracyjny
Ontario podzielone jest na trzy rodzaje jednostek administracyjnych:
- Regiony – Region – występują w gęsto zaludnionych i silnie zurbanizowanych obszarach południowego Ontario.
- Hrabstwa – County – występują w słabiej zurbanizowanych i rzadziej zaludnionych obszarach południowego Ontario.
- Okręgi – District – występują w słabo zurbanizowanych i bardzo rzadko zaludnionych obszarów północnego Ontario.

Te z kolei mogą dzielić się na następujące jednostki samorządowe:
- Miasta – City i Town – samorządy posiadające prawa miejskie. Większe miasta posiadają status City, podczas gdy mniejsze na ogół status Town. Niektóre miasta będące częścią hrabstwa mogą mieć status miasta wydzielonego.
- Okręgi miejskie – Township – obszary nie posiadające wyraźnego centrum, zwykle składające się z luźno ze sobą związanych farm, innych jednostek gospodarczych i mieszkalnych. Posiadają takie same prawa samorządowe jak miasta (Town).
- Wsie – Village lub Hamlet – obszary rolnicze zawierające pewną liczbę farm, innych jednostek gospodarczych i mieszkalnych, w których możliwe jest wyróżnienie pewnego centrum.

Różnica pomiędzy wsią a okręgiem miejskim może zasadzać się na kryterium czysto historycznym.

## Gospodarka
Ontario jest najprężniejszą ekonomicznie prowincją Kanady. W Ontario wytwarzane jest 41% produktu narodowego. Stąd pochodzi też 60% eksportu, głównie do Stanów Zjednoczonych.
Głównymi gałęziami ontaryjskiej gospodarki są:
- Przemysł wytwórczy – przemysł maszynowy, w tym samochodowy, produkty elektroniczne, maszyny dla przemysły spożywczego, wyroby hutnicze, wyroby przemysłu chemicznego.
- Rolnictwo – ponad połowa ziemi uprawnej w Ontario mieści się w I klasie jakości, stąd też rolnictwo ontaryjskie cechuje się bardzo wysoką wydajnością. Głównymi produktami rolnymi są: zboża, kukurydza, soja, owoce i warzywa, a także hodowla zwierząt.
- Przemysł wydobywczy i leśny – Ontario zawiera 17% całego areału leśnego Kanady, co przekłada się na 2% całych zasobów światowych. W leśnictwie zatrudnionych jest niemal 90 000 osób a przemysł drzewny przynosi 15 miliardów dolarów rocznej sprzedaży. Racjonalna gospodarka leśna prowadzi do utrzymania, a nawet zwiększania się areału lasów. Północne rejony Ontario bogate są także w złoża mineralne. W okolicach Greater Sudbury znajdują się najbogatsze w świecie złoża niklu i miedzi. W Ontario znajdują się także intensywnie eksploatowane złoża złota, platyny oraz cynku.
- Usługi finansowe – istotny sektor ekonomii zatrudniający ponad 200,000 pracowników. W Toronto znajdują się siedziby wszystkich wielkich banków kanadyjskich. W Toronto, przy Bay Street mieści się Giełda Torontońska Toronto Stock Exchange.
- Przemysł wysokich technologii – W Ontario znajduje się wiele przedsiębiorstw rozwijających najwyższą technologię w dziedzinach medycyny, komunikacji i techniki komputerowej.
- Przemysł rozrywkowy i turystyczny – Toronto, często nazywane „Hollywoodem Północy” daje scenerię dla dużej liczby filmów kanadyjskiej i amerykańskiej produkcji. Działa w tym mieście także wiele teatrów i galerii. Ważną gałęzią ekonomii jest turystyka (zobacz Parki prowincjonalne w Ontario).

## Religia
Struktura religijna (2011):
- katolicy – 31,4%,
- protestanci:
  - Zjednoczony Kościół Kanady – 7,5%,
  - anglikanie – 6,1%,
  - prezbiterianie – 2,5%,
  - baptyści – 1,9%,
  - zielonoświątkowcy – 1,7%,
  - luteranie – 1,3%,
- brak religii – 23,1%,
- pozostali chrześcijanie – 9,2% (w tym nieokreśleni i mniejsze grupy protestanckie),
- muzułmanie – 4,6%,
- hinduiści – 2,9%,
- prawosławni – 2,35%,
- żydzi – 1,55%,
- sikhowie – 1,4%,
- buddyści – 1,3%,
- świadkowie Jehowy – 0,39%,
- mormoni – 0,16%,
- neopogaństwo – 0,08%,
- pozostałe religie – 0,6%.

## Polonia i poloniki w Ontario
Jednym z pierwszych polskich osiedli w Ontario była wieś Wilno leżąca w hrabstwie Renfrew, około 300 km na północ od miasta Peterborough.
Duża część z ponad 800 tysięcy Polaków zamieszkujących Kanadę skupia się w Ontario, a ściślej w południowej części tej prowincji. Największe skupiska Polaków znajdują się w miastach aglomeracji Golden Horseshoe, a w szczególności w Toronto, Brampton i Mississauga. W tym ostatnim mieście co piąty mieszkaniec jest Polakiem, aczkolwiek nie można wyróżnić polskiej dzielnicy w tym mieście. Znajdują się w nim także dwie parafie polskie: św. Maksymiliana Kolbego i św. Eugeniusza de Mazenod (w budowie) oraz Centrum Kulturalne im. Jana Pawła II.
W Toronto tradycyjnie polską okolicą są tereny wzdłuż osi ulicy Roncesvalles Avenue, które były terenem osiedlania się polskich emigrantów już w latach dwudziestych XX wieku. Przy tej ulicy znajduje się polska parafia św. Kazimierza – St. Casimir Church, główny oddział polskiego banku St. Stanislaus – St. Casimir’s – Polish Parishes Credit Union Limited, dom seniora Copernicus Lodge oraz mnogość polskich sklepów i innych przedsiębiorstw. Na południowym krańcu ulicy, na miniaturowym skwerze znajduje się pomnik katyński.
W Toronto istnieje także inna polska parafia św. Stanisława – St. Stanislaus Church.
Ulica Roncesvalles powoli zaczyna tracić swój polski charakter na rzecz przybyszów z Azji, podczas gdy bogacący się Polacy wybierają do zamieszkania bogate przedmieścia lub miasta otaczające Toronto.